# Les Frères Sisters
Pour les articles homonymes, voir Sisters.
Pour plus de détails, voir Fiche technique et Distribution.
Les Frères Sisters (The Sisters Brothers) est un western franco-américain réalisé par Jacques Audiard et sorti en 2018.
Il s'agit d'une adaptation du roman du même nom (en) de Patrick deWitt paru en 2011.
Le film remporte notamment le Lion d'argent du meilleur réalisateur lors de la Mostra de Venise 2018 et le César du meilleur réalisateur lors des César 2019.

## Synopsis
En 1851, dans l'Oregon, les frères Eli et Charlie Sisters sont deux tueurs à gages sans aucun état d'âme engagés par le Commodore pour récupérer la formule du chimiste Hermann Kermit Warm permettant de détecter l'or dans les rivières. Ils sont aidés par le détective John Morris qui suit la trace de Warm, de l'Oregon à la Californie, afin de leur indiquer sa localisation.
Après avoir passé du temps avec Warm, Morris finit par l'apprécier, ce qui le pousse à remettre en cause sa collaboration avec les tueurs. Les deux hommes décident de prospecter ensemble l'or et d'utiliser la richesse qu'il leur apporte pour créer un phalanstère à Dallas.
Lorsque les frères Sisters retrouvent finalement Warm, ceux-ci se joignent à son opération de prospection au lieu de l'assassiner. 
Malheureusement, la formule est extrêmement toxique. Warm et son partenaire Morris meurent peu après avoir été exposés à une trop forte dose tandis que la main de Charlie Sisters doit être amputée. Poursuivis par des tueurs engagés par le Commodore, les deux frères projettent d'éliminer celui-ci : ils se rendent à son domicile mais il est déjà mort lorsqu'ils arrivent. Les frères sont maintenant libres d'abandonner leur vie criminelle et de retourner dans la maison de leur mère à Oregon City.

## Fiche technique
- Titre original anglophone : The Sisters Brothers
- Titre original français : Les Frères Sisters
- Réalisation : Jacques Audiard
- Scénario : Jacques Audiard et Thomas Bidegain, d'après le roman Les Frères Sisters (en) de Patrick deWitt
- Musique : Alexandre Desplat
- Direction artistique : Michel Barthélémy
- Décors : Angela Nahum ; Gilles Boillot et Étienne Rohde (superviseur)
- Costumes : Milena Canonero
- Photographie : Benoît Debie
- Montage : Juliette Welfling
- Casting : Francine Maisler et Mathilde Snodgrass
- Production : Pascal Caucheteux, Michel Merkt, Michael De Luca, Allison Dickey et John C. Reilly
- Sociétés de production : Annapurna Pictures, Apache Films, Michael De Luca Productions, Page 114 Productions et Why Not Productions
- Société de distribution : UGC Distribution (France) ; Annapurna Pictures (États-Unis)
- Budget : 38 millions $[1]
- Pays de production :  France,  États-Unis
- Langue originale : anglais
- Format : couleur - 2,35:1
- Durée : 121 minutes
- Dates de sortie :
  - France : 4 septembre 2018 (Festival du cinéma américain de Deauville) ; 19 septembre 2018 (sortie nationale)
  - États-Unis : 21 septembre 2018

## Distribution
- John C. Reilly (VF : Bruno Magne) : Eli Sisters
- Joaquin Phoenix (VF : Boris Rehlinger) : Charlie Sisters
- Jake Gyllenhaal (VF : Rémi Bichet) : John Morris
- Riz Ahmed (VF : David Macaluso) : Hermann Kermit Warm
- Rutger Hauer : le Commodore
- Rebecca Root : Mayfield
- Carol Kane : Mme Sisters

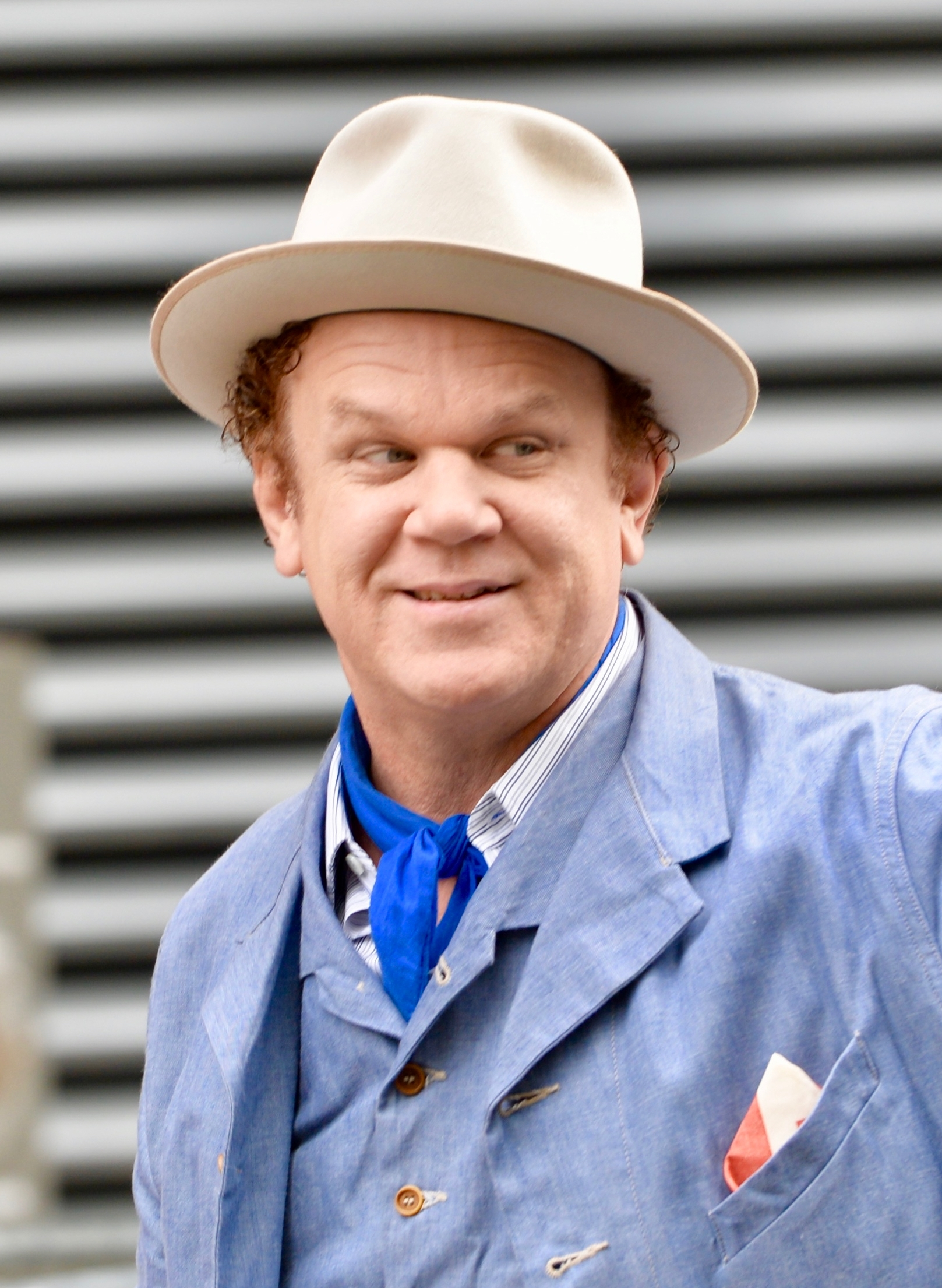
L'acteur américain John C. Reilly lors de la présentation du film au Festival de Toronto 2018.

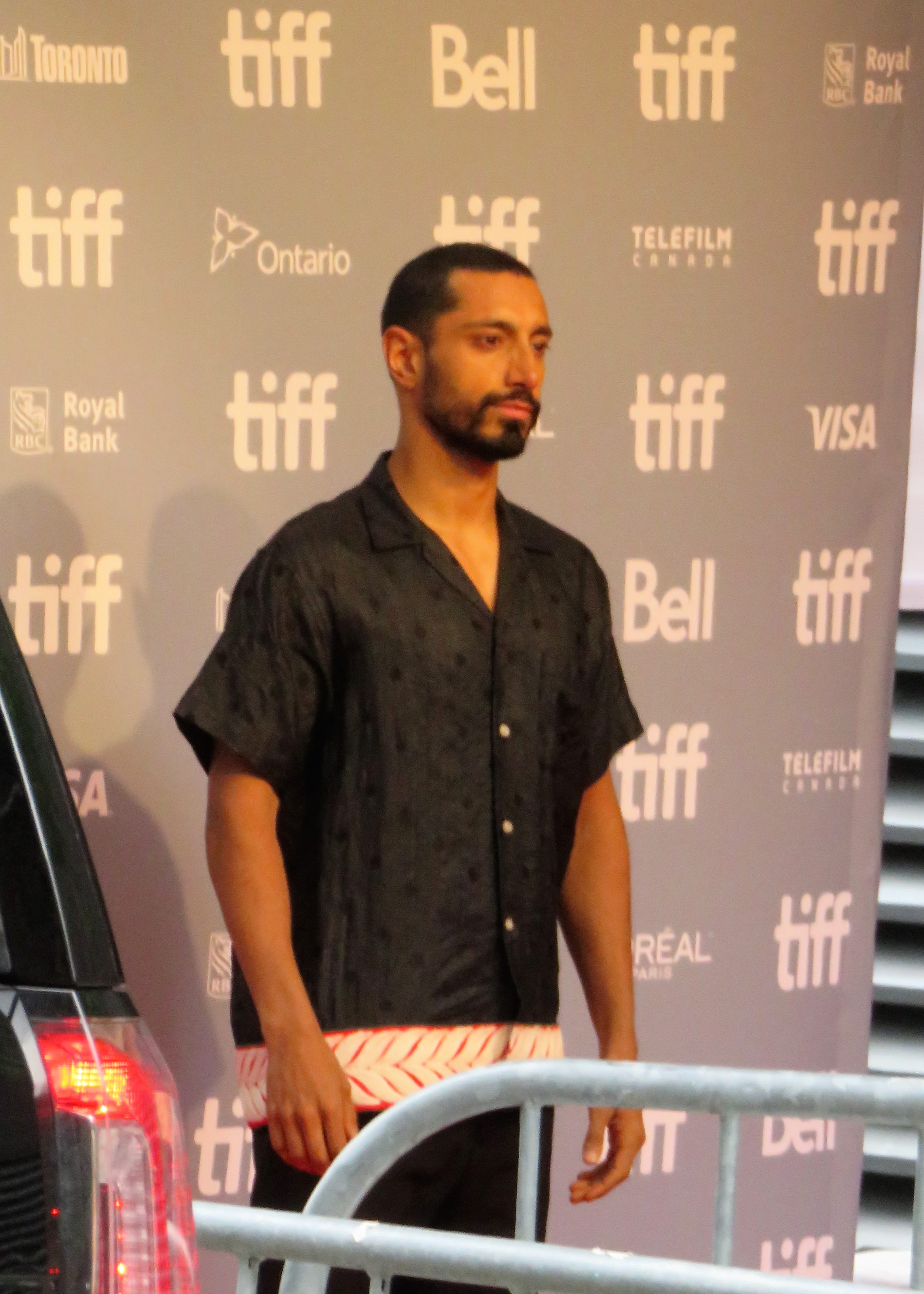
Le Britannique Riz Ahmed, lors de la présentation du film au TIFF 2018.

- Ian Reddington (en) : le père des frères Sisters
- Richard Brake : Rex
- Hugo Dillon : Dr Crane
- Allison Tolman : la fille de Mayfield
- Jochen Hägele (VF : lui-même) : le commerçant vendeur de cheval

## Production

### Genèse et développement
En 2011, la société de production de John C. Reilly, qui incarnera l'un des frères, Eli, achète les droits du roman The Sisters Brothers (en) de Patrick deWitt paru la même année. Quatre ans plus tard, Jacques Audiard réalise le film, son premier long-métrage américain, un western crépusculaire au bout duquel deux tueurs à gages effectuent un retour spectaculaire à la vie normale.
La société de production américaine Annapurna Pictures coproduit le film avec la société française Why Not Productions.

### Attribution des rôles
En avril 2016, Joaquin Phoenix rejoint la distribution, dans le rôle du frère d'Eli, Charlie. Quelques mois plus tard, en février 2017, Riz Ahmed et Jake Gyllenhaal l'étoffent, en jouant le chercheur de trésors Hermann Kermit Warm, traqué par les deux frères assassins, et son associé Morris,. Dans une interview donnée à L'Express, Gyllenhaal déclare qu'être dirigé par Audiard est un « rêve éveillé » — l'acteur fut d'ailleurs, en 2015, dans le jury de la Sélection officielle au Festival de Cannes qui a sacré Dheepan en donnant la Palme d'or au cinéaste français.

### Tournage
Le tournage débute en juin 2017 en Espagne, à Almería, continue à Tabernas, en Navarre et  en Aragon. Quelques scènes sont tournées en France dans les terres médocaines. Les parties en studio ont été filmées en Roumanie dans les environs de Bucarest.

## Sortie

### Accueil critique
Lors de sa sortie en France, le site Allociné recense une moyenne des critiques presse de 4,3/5.
La presse apprécie beaucoup le film. Le site Culturebox évoque « une œuvre accomplie et aboutie ». Pour Le Parisien, « Audiard signe un film splendide, habité, profond ». Le Nouvel Obs replace le film dans la tradition du western : « Jacques Audiard s'éloigne (avec raison) du western américain comme du western spaghetti. Il n'est ni dans la parodie ni dans l'imitation. Il trace un chemin élégant, sans Indiens, sans diligence, sans fille du shérif. Avec Eli et Charlie Sisters, il se fraie la route vers le paradis, à coups de revolver. » Peu convaincus, Les Inrocks critiquent l'absence de figures féminines : « Audiard ne méprise pas les femmes, mais peine à les inviter dans son monde, et apprécie plus qu’il ne le croit ce que produit leur absence. »

### Box-office
Malgré un bon accueil critique, Les Frères Sisters rencontre un échec commercial, ne rapportant que 13,1 millions $ de recettes mondiales pour un budget de 38 millions. D'abord sorti en France, le long-métrage fait un score correct avec 298 782 entrées, devenant le troisième meilleur démarrage de Jacques Audiard. Au total, le film atteint près de 865 000 entrées, faisant mieux que Dheepan (près de 600 000 entrées en cinq semaines), mais moins bien que De rouille et d'os (1,8 million d'entrées en six semaines) et Un prophète (1,1 million d'entrées à la même période).
| Pays ou région    | Box-office      | Date d'arrêt du box-office | Nombre de semaines |
| ----------------- | --------------- | -------------------------- | ------------------ |
| États-Unis Canada | 3 143 056 $,    | 20 décembre 2018           | 13                 |
| France            | 864 897 entrées | 6 novembre 2018            | 7                  |
| Total mondial     | 13 119 947 $    | -                          | -                  |

## Distinctions

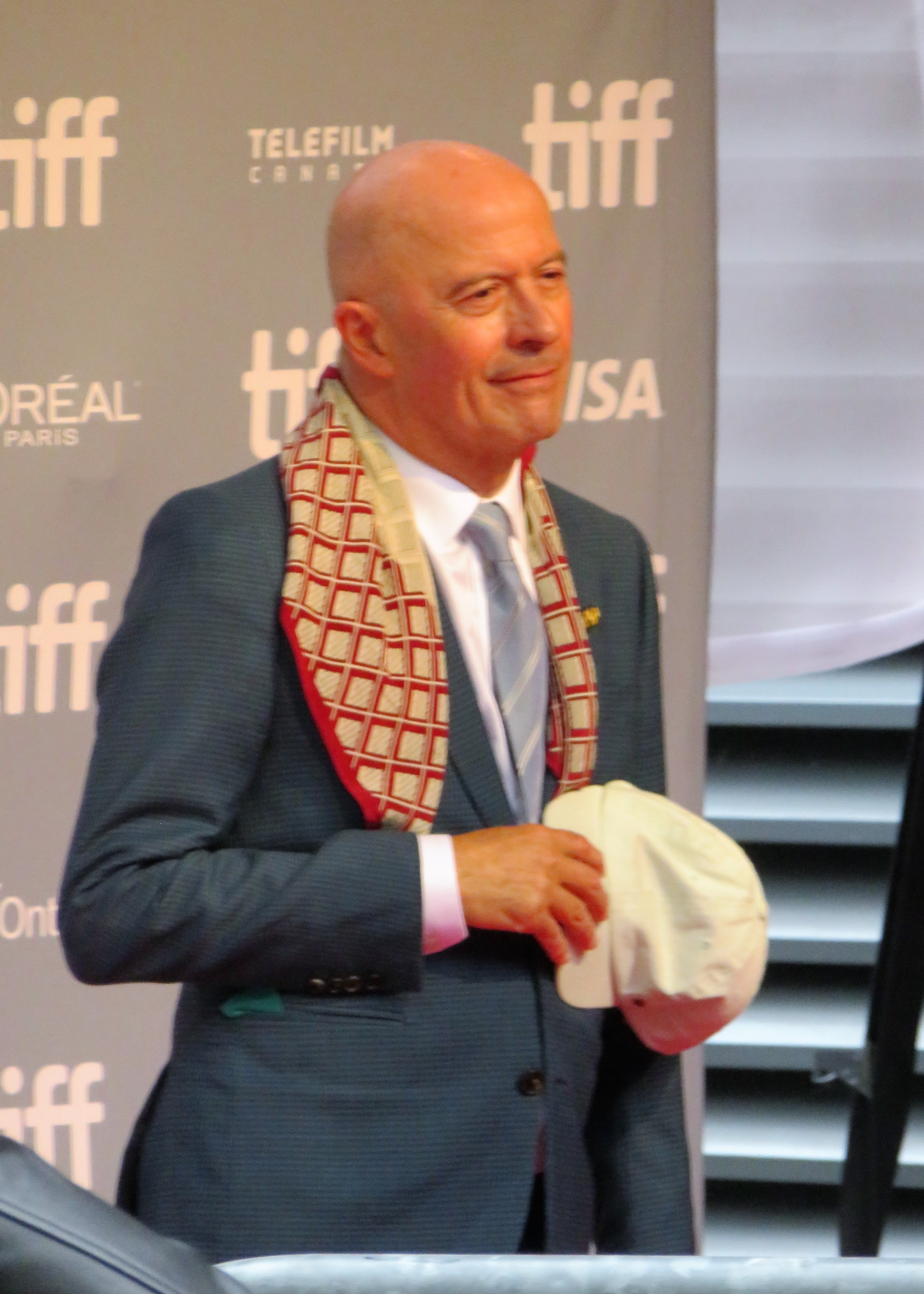
Le réalisateur Jacques Audiard à la conférence de presse du film au TIFF 2018.

### Récompenses
- Mostra de Venise 2018 : Lion d'argent du meilleur réalisateur
- 24e cérémonie des prix Lumières : 
  - Meilleur film
  - Meilleur réalisateur (Jacques Audiard)
  - Meilleure photographie (Benoît Debie)[24],[25]
- César 2019[26]:
  - Meilleur réalisateur (Jacques Audiard)
  - Meilleure photographie (Benoît Debie)
  - Meilleurs décors (Michel Barthélémy)
  - Meilleur son (Brigitte Taillandier, Valérie de Loof et Cyril Holtz)

### Nominations
- César 2019 :
  - Meilleur film
  - Meilleure adaptation (Jacques Audiard et Thomas Bidegain)
  - Meilleurs costumes (Milena Canonero)
  - Meilleur montage (Juliette Welfling)
  - Meilleure musique originale (Alexandre Desplat)